# Carl von Ossietzky
Carl von Ossietzky (3. října 1889 – 4. května 1938) byl radikální německý pacifista a držitel Nobelovy ceny za mír za rok 1935.

## Život
V roce 1931 byl obviněn ze zrady a špionáže poté, co publikoval detaily německého plánu na porušení Versailleské smlouvy přebudováním letectva a výcvikem pilotů v Sovětském svazu. Prošel několika koncentračními tábory (např. Sonnenburgem). Zemřel ve vězeňské berlínské nemocnici.